# USS Makin Island (LHD-8)
«Мейкін Айленд» (англ. USS "Makin Island" (LHD-8)) — останній в серії з восьми універсальних десантних кораблів типу «Восп» ВМС США. До завдань десантного корабля входить розгортань наземного елементу морського десанту в ході початку операції при висадці. Для досягнення цієї мети USS Makin Island оснащений десантними вертольотами, катерами та іншими десантними засобами.

## Назва
Корабель отримав назву на честь атола Макін, військовий рейд на який 17 серпня 1942 року провів 2-й рейдерський батальйон морської піхоти США з метою розвідки і руйнування японського гарнізону.

## Будівництво
Корабель був побудований найбільшою суднобудівною компанією США Ingalls Shipbuilding, розташованої в Паскагула, штат Міссісіпі, за контрактом від 19 квітня 2002 року. Закладка кіля відбулася 14 лютого 2004 року. Церемонія хрещення відбулася 19 серпня 2006 року. Хрещеною матір'ю стала Силці Хагі, дружина генерала Майкла Хагі — 33-го комендант корпусу морської піхоти США з 2003 по 2006 рік. Спущений на воду 22 вересня 2006 року. Переданий ВМС США 16 квітня 2009 року.10 липня покинув верфі і попрямував в порт приписки Сан-Дієго, куди прибув 14 вересня. Церемонія введення в експлуатацію відбулася 24 жовтня 2009 року на станції військово-морської авіації Північного острова, Коронадо, штат Каліфорнія. Порт приписки Сан-Дієго, штат Каліфорнія.

## Бойова служба
В жовтні 2010 року відвідав Сан-Франциско в рамках святкування Тижня флоту.
14 листопада 2011 року залишив порт приписки для запланованого першого розгортання на Близькому Сході. 25 травня 2012 вперше зайшов в акваторію порту Сянгана (Гонконг). Повернувся з розгортання в порт приписки Сан-Дієго 22 червня 2012 року.
25 липня 2014 року залишив порт приписки для запланованого розгортання в зоні відповідальності 5-го і 7-го флоту США, з якого повернувся 25 лютого 2015 року.
27 квітня 2015 року розпочалося планове обслуговування, яке тривало сім місяців. З 8 по 11 грудня проводилися морські випробування.

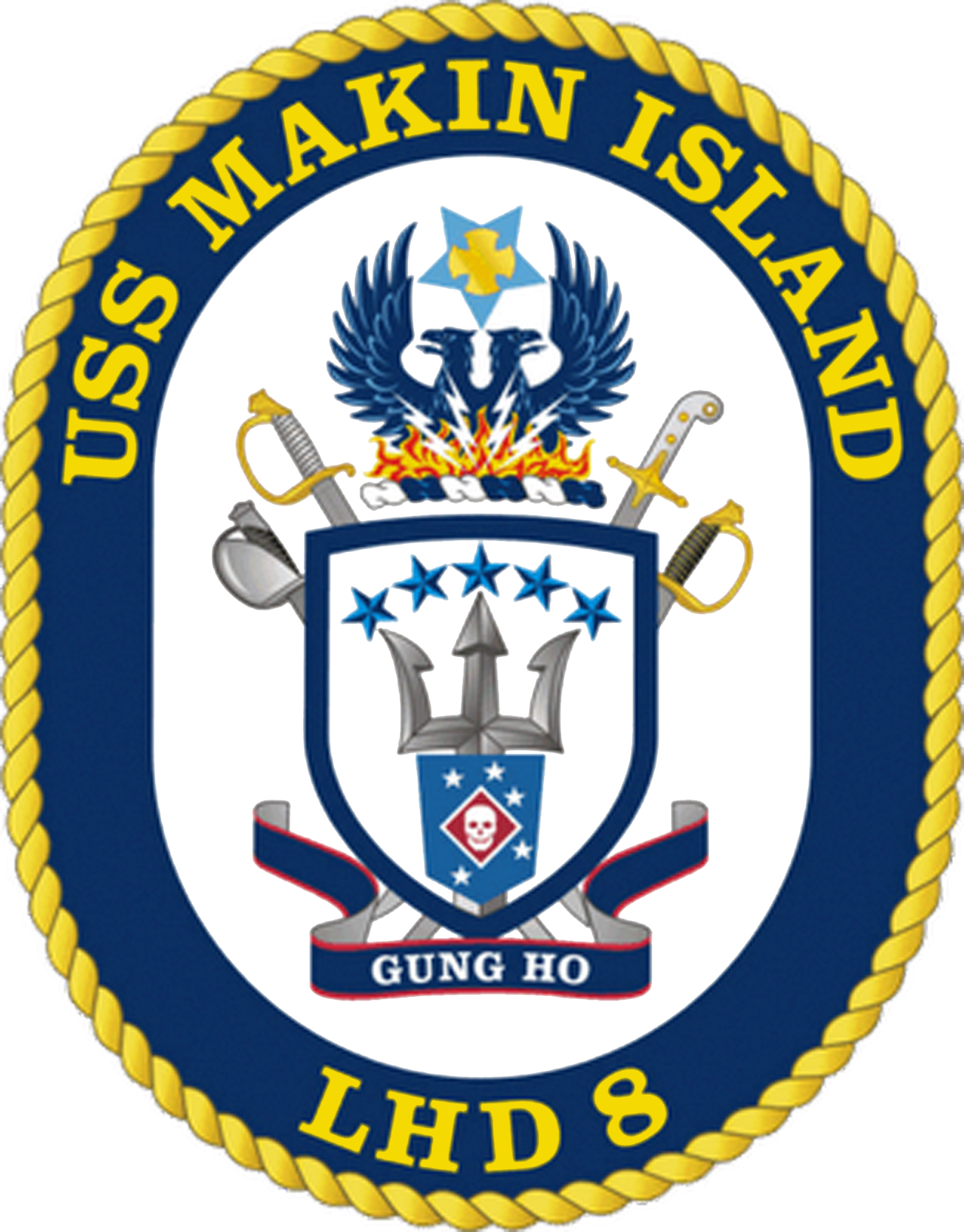
Емблема корабля

14 жовтня 2016 року залишив порт приписки Сан-Дієго для запланованого розгортання на Близькому Сході. 26 жовтня, в 600 милях на північний захід від Оаху, провів пошуково-рятувальну операцію для визначення місцезнаходження китайського яхтсмена Го Чуань, який зник в районі Гавайських островів. 29 жовтня прибув в зону відповідальності 7-го флоту, завершивши операції в зоні відповідальності 3-го флоту.
Взяв участь в операції з порятунку заручників США в Ємені в грудні 2014 року, поранених заручників доставили на корабель для надання медичної допомоги.
З вересня 2017 року корабель знаходиться в сухому доці в Сан-Дієго, за 14 місяців пройде заплановане технічне обслуговування, а також модернізацію, що включатиме переобладнання палуби яка дозволить розмістити літаки F-35B Lightning II. Окрім того планується дообладнати інші системи корабля, що дозволить продовжити його термін служби.